# Puchar Heinekena (1999/2000)
Puchar Heinekena 1999/2000 – piąta edycja Pucharu Heinekena, pierwszego poziomu europejskich klubowych rozgrywek w rugby union. Zawody odbyły się w dniach 19 listopada 1999 – 27 maja 2000 roku.
Najwięcej punktów w sezonie zdobył Ronan O’Gara, zaś trzech zawodników zdobyło po pięć przyłożeń będących najlepszym wynikiem tej edycji.

## Faza grupowa

### Grupa A
| 19 listopada 199919:30 | Leinster                | 27:20(12:17) | Leicester Tigers                      | Donnybrook Stadium, Dublin Widzów: 6 500 Sędzia: Jean-Christophe Gastou |
| 19 listopada 199919:30 | Mark McHugh 27 (2dg 7K) | 27:20(12:17) | Pat Howard 5 (P) Tim Stimpson 15 (5K) | Donnybrook Stadium, Dublin Widzów: 6 500 Sędzia: Jean-Christophe Gastou |

| 21 listopada 199915:00 | Stade Français                                                                                                | 37:18(13:5) | Glasgow Caledonians                                             | Stade Jean-Bouin, Paryż Widzów: 5 000 Sędzia: Alan Lewis |
| 21 listopada 199915:00 | Franck Comba 5 (P) Arthur Gomes 5 (P) Diego Domínguez 12 (3pd 2K) Fabrice Landreau 5 (P) Thomas Lombard 5 (P) | 37:18(13:5) | Glenn Metcalfe 5 (P) Gordon Simpson 5 (P) Tommy Hayes 8 (pd 2K) | Stade Jean-Bouin, Paryż Widzów: 5 000 Sędzia: Alan Lewis |

| 26 listopada 199919:30 | Glasgow Caledonians                                                | 29:17(17:3) | Leinster                                | Hughenden, Glasgow Widzów: 1 800 Sędzia: Patrick Thomas |
| 26 listopada 199919:30 | Roland Reid 5 (P) Shaun Longstaff 10 (2P) Tommy Hayes 14 (P 3pd K) | 29:17(17:3) | Mark McHugh 7 (2pd K) Shane Byrne 5 (P) | Hughenden, Glasgow Widzów: 1 800 Sędzia: Patrick Thomas |

| 27 listopada 199915:00 | Leicester Tigers                                             | 30:25(17:9) | Stade Français                                         | Welford Road, Leicester Widzów: 13 188 Sędzia: Clayton Thomas |
| 27 listopada 199915:00 | Andy Goode 3 (dg) Leon Lloyd 5 (P) Tim Stimpson 22 (P pd 5K) | 30:25(17:9) | Diego Domínguez 20 (pd dg 5K) Pieter de Villiers 5 (P) | Welford Road, Leicester Widzów: 13 188 Sędzia: Clayton Thomas |

| 12 grudnia 199915:00 | Stade Français | 39:6(12:6) | Leinster           | Stade Jean-Bouin, Paryż Widzów: 3 424 Sędzia: Gareth Simmonds |
| 12 grudnia 199915:00 | Christophe Dominici 10 (2P) Christophe Moni 5 (P) Conrad Stoltz 5 (P) Diego Domínguez 9 (3pd K) Thomas Lombard 10 (2P) | 39:6(12:6) | Mark McHugh 6 (2K) | Stade Jean-Bouin, Paryż Widzów: 3 424 Sędzia: Gareth Simmonds |

| 12 grudnia 199915:15 | Glasgow Caledonians                                           | 30:17(13:0) | Leicester Tigers                                                        | McDiarmid Park, Perth Widzów: 4 120 Sędzia: Joël Jutge |
| 12 grudnia 199915:15 | Andy Nicol 5 (P) Shaun Longstaff 5 (P) Tommy Hayes 20 (pd 6K) | 30:17(13:0) | Andy Goode 2 (pd) Austin Healey 5 (P) Lewis Moody 5 (P) Neil Back 5 (P) | McDiarmid Park, Perth Widzów: 4 120 Sędzia: Joël Jutge |

| 17 grudnia 199917:30 | Leinster                                                               | 24:23(21:13) | Stade Français                                         | Donnybrook Stadium, Dublin Widzów: 3 000 Sędzia: Stuart Piercy |
| 17 grudnia 199917:30 | Brian O’Driscoll 5 (P) Emmet Farrell 14 (pd dg 3K) John McWeeney 5 (P) | 24:23(21:13) | Diego Domínguez 18 (P 2pd 3K) Richard Pool-Jones 5 (P) | Donnybrook Stadium, Dublin Widzów: 3 000 Sędzia: Stuart Piercy |

| 18 grudnia 199915:00 | Leicester Tigers                                                                  | 34:21(10:13) | Glasgow Caledonians                                           | Welford Road, Leicester Widzów: 9 801 Sędzia: Robert Davies |
| 18 grudnia 199915:00 | Austin Healey 5 (P) David Lougheed 5 (P) Neil Back 5 (P) Tim Stimpson 19 (2pd 5K) | 34:21(10:13) | Gordon Bulloch 5 (P) James Craig 5 (P) Tommy Hayes 11 (pd 3K) | Welford Road, Leicester Widzów: 9 801 Sędzia: Robert Davies |

| 7 stycznia 200018:30 | Leinster | 44:17(20:10) | Glasgow Caledonians                                             | Donnybrook Stadium, Dublin Widzów: 5 000 Sędzia: Didier Mené |
| 7 stycznia 200018:30 | Brian O’Driscoll 5 (P) Denis Hickie 5 (P) Emmet Farrell 19 (P 4pd 2K) Gary Halpin 5 (P) John McWeeney 5 (P) Peter McKenna 5 (P) | 44:17(20:10) | Glenn Metcalfe 5 (P) Gordon Simpson 5 (P) Tommy Hayes 7 (2pd K) | Donnybrook Stadium, Dublin Widzów: 5 000 Sędzia: Didier Mené |

| 8 stycznia 200018:00 | Stade Français                                                                                    | 38:16(16:9) | Leicester Tigers                         | Stade Jean-Bouin, Paryż Widzów: 8 000 Sędzia: David McHugh |
| 8 stycznia 200018:00 | Arthur Gomes 5 (P) Christophe Dominici 5 (P) Conrad Stoltz 5 (P) Diego Domínguez 23 (P 3pd dg 3K) | 38:16(16:9) | Leon Lloyd 5 (P) Tim Stimpson 11 (pd 3K) | Stade Jean-Bouin, Paryż Widzów: 8 000 Sędzia: David McHugh |

| 14 stycznia 200019:30 | Glasgow Caledonians                                         | 15:30(10:19) | Stade Français                                                                                          | Hughenden, Glasgow Widzów: 4 120 Sędzia: Brian Campsall |
| 14 stycznia 200019:30 | Glenn Metcalfe 5 (P) Jason White 5 (P) Tommy Hayes 5 (pd K) | 15:30(10:19) | Christophe Dominici 10 (2P) Diego Domínguez 10 (2pd 2K) Fabrice Landreau 5 (P) Pieter de Villiers 5 (P) | Hughenden, Glasgow Widzów: 4 120 Sędzia: Brian Campsall |

| 15 stycznia 200015:00 | Leicester Tigers                      | 10:32(10:19) | Leinster                                                         | Welford Road, Leicester Widzów: 12 458 Sędzia: Jim Fleming |
| 15 stycznia 200015:00 | Leon Lloyd 5 (P) Nmandi Ezulike 5 (P) | 10:32(10:19) | Bob Casey 5 (P) Emmet Farrell 22 (2pd dg 5K) John McWeeney 5 (P) | Welford Road, Leicester Widzów: 12 458 Sędzia: Jim Fleming |

### Grupa B
| 20 listopada 199914:30 | Swansea | 66:19(34:14) | Petrarca                                                                                     | St. Helens Ground, Swansea Widzów: 4 000 Sędzia: Chris White |
| 20 listopada 199914:30 | Alex Lawson 5 (P) Colin Charvis 5 (P) Lee Davies 21 (6pd 3K) Matthew Robinson 10 (2P) Paul Moriarty 5 (P) Richard Jones 5 (P) Robert Jones 5 (P) Scott Gibbs 10 (2P) | 66:19(34:14) | Daniel Soper 4 (2pd) Filippo Rampazzo 5 (P) Piergiorgio Menapace 5 (P) Vittorio D'Anna 5 (P) | St. Helens Ground, Swansea Widzów: 4 000 Sędzia: Chris White |

| 20 listopada 199915:00 | Bath                                          | 25:32(15:12) | Tuluza                                              | The Recreation Ground, Bath Widzów: 8 235 Sędzia: David McHugh |
| 20 listopada 199915:00 | Jonathan Callard 20 (pd 6K) Kevin Maggs 5 (P) | 25:32(15:12) | Emile Ntamack 15 (3P) Michel Marfaing 17 (P 3pd 2K) | The Recreation Ground, Bath Widzów: 8 235 Sędzia: David McHugh |

| 27 listopada 199914:30 | Petrarca                                          | 15:56(10:25) | Bath | Stadio Plebiscito, Padwa Widzów: 1 500 Sędzia: Paul Adams |
| 27 listopada 199914:30 | Brendan Williams 10 (2P) Hector de Marco 5 (pd K) | 15:56(10:25) | Andy Long 5 (P) Angus Gardiner 5 (P) Chris Horsman 5 (P) Iain Balshaw 10 (2P) Jon Preston 2 (pd) Jonathan Callard 19 (5pd 3K) Steve Borthwick 5 (P) Takumba Adebayo 5 (P) | Stadio Plebiscito, Padwa Widzów: 1 500 Sędzia: Paul Adams |

| 27 listopada 199920:00 | Tuluza | 46:3(17:3) | Swansea          | Stade Ernest-Wallon, Tuluza Widzów: 10 000 Sędzia: Ed Morrison |
| 27 listopada 199920:00 | Emile Ntamack 5 (P) Fabien Pelous 5 (P) Jerome Fillol 5 (P) Michel Marfaing 26 (2P 5pd 2K) Pierre Bondouy 5 (P) | 46:3(17:3) | Lee Davies 3 (K) | Stade Ernest-Wallon, Tuluza Widzów: 10 000 Sędzia: Ed Morrison |

| 10 grudnia 199919:15 | Swansea                  | 10:9(0:6) | Bath               | St. Helens Ground, Swansea Widzów: 3 000 Sędzia: Alan Lewis |
| 10 grudnia 199919:15 | Arwel Thomas 10 (P pd K) | 10:9(0:6) | Jon Preston 9 (3K) | St. Helens Ground, Swansea Widzów: 3 000 Sędzia: Alan Lewis |

| 11 grudnia 199914:30 | Petrarca                                                                                   | 17:39(0:34) | Tuluza | Stadio Plebiscito, Padwa Widzów: 1 500 Sędzia: Iain Ramage |
| 11 grudnia 199914:30 | Brendan Williams 5 (P) Filippo Rampazzo 5 (P) Luca Pasqualin 2 (pd) Mauro Bergamasco 5 (P) | 17:39(0:34) | Cédric Desbrosse 5 (P) Hugues Miorin 5 (P) Lee Stensness 5 (P) Michel Marfaing 9 (3pd K) Pierre Bondouy 5 (P) Stephane Ougier 5 (P) Sylvain Dispagne 5 (P) | Stadio Plebiscito, Padwa Widzów: 1 500 Sędzia: Iain Ramage |

| 18 grudnia 199915:00 | Tuluza | 51:0(20:0) | Petrarca | Stade Ernest-Wallon, Tuluza Widzów: 6 000 Sędzia: Derek Bevan |
| 18 grudnia 199915:00 | Alain Penaud 16 (5pd 2K) Christian Califano 5 (P) Fabien Pelous 10 (2P) Jerome Cazalbou 5 (P) Philippe Lapoutge 10 (2P) | 51:0(20:0) |          | Stade Ernest-Wallon, Tuluza Widzów: 6 000 Sędzia: Derek Bevan |

| 11 stycznia 200019:30 | Bath                                                        | 20:9(11:6) | Swansea                | The Recreation Ground, Bath Widzów: 7 000 Sędzia: Joël Jutge |
| 11 stycznia 200019:30 | Jon Preston 12 (4K) Matt Perry 3 (dg) Takumba Adebayo 5 (P) | 20:9(11:6) | Arwel Thomas 9 (dg 2K) | The Recreation Ground, Bath Widzów: 7 000 Sędzia: Joël Jutge |

| 7 stycznia 200019:10 | Swansea           | 9:18(6:3) | Tuluza                                                            | St. Helens Ground, Swansea Widzów: 4 500 Sędzia: Murray Whyte |
| 7 stycznia 200019:10 | Lee Davies 9 (3K) | 9:18(6:3) | Alain Penaud 6 (2dg) Michel Marfaing 9 (3K) Stephane Ougier 3 (K) | St. Helens Ground, Swansea Widzów: 4 500 Sędzia: Murray Whyte |

| 8 stycznia 200014:15 | Bath | 41:0(20:0) | Petrarca | The Recreation Ground, Bath Widzów: 7 136 Sędzia: John Steele |
| 8 stycznia 200014:15 | Iain Balshaw 12 (2P pd) Jon Preston 12 (3pd 2K) Kevin Maggs 5 (P) Mike Tindall 2 (pd) Takumba Adebayo 5 (P) | 41:0(20:0) |          | The Recreation Ground, Bath Widzów: 7 136 Sędzia: John Steele |

| 15 stycznia 200014:30 | Petrarca                                                                              | 25:29(22:24) | Swansea                                                                                          | Stadio Plebiscito, Padwa Widzów: 800 Sędzia: Jean-Christophe Gastou |
| 15 stycznia 200014:30 | Corrado Covi 5 (P) David Knox 10 (2pd 2K) Filippo Rampazzo 5 (P) Luca Pasqualin 5 (P) | 25:29(22:24) | Arwel Thomas 9 (3pd K) Chris Wells 5 (P) Dean Thomas 5 (P) Kevin Morgan 5 (P) Rhodri Jones 5 (P) | Stadio Plebiscito, Padwa Widzów: 800 Sędzia: Jean-Christophe Gastou |
| 15 stycznia 200014:30 | Piergiorgio Menapace                                                                  | 25:29(22:24) | Ben Evans                                                                                        | Stadio Plebiscito, Padwa Widzów: 800 Sędzia: Jean-Christophe Gastou |

| 15 stycznia 200015:20 | Tuluza                                       | 14:19(9:13) | Bath                                         | Stadium Municipal, Tuluza Widzów: 22 000 Sędzia: Nigel Whitehouse |
| 15 stycznia 200015:20 | Jerome Cazalbou 5 (P) Michel Marfaing 9 (3K) | 14:19(9:13) | Adedayo Adebayo 5 (P) Jon Preston 14 (pd 4K) | Stadium Municipal, Tuluza Widzów: 22 000 Sędzia: Nigel Whitehouse |

### Grupa C
| 20 listopada 199919:30 | Bourgoin-Jallieu                                                      | 26:12(16:12) | Ulster              | Stade Pierre Rajon, Bourgoin-Jallieu Widzów: 7 000 Sędzia: Rob Dickson |
| 20 listopada 199919:30 | Alexandre Peclier 16 (2pd 4K) Laurent Balue 5 (P) Stéphane Glas 5 (P) | 26:12(16:12) | Simon Mason 12 (4K) | Stade Pierre Rajon, Bourgoin-Jallieu Widzów: 7 000 Sędzia: Rob Dickson |

| 21 listopada 199914:15 | London Wasps                                                               | 22:13(3:6) | Llanelli                   | Loftus Road, Londyn Widzów: 6 000 Sędzia: Joël Dumé |
| 21 listopada 199914:15 | Joe Worsley 5 (P) Jon Ufton 3 (K) Kenny Logan 9 (3K) Peter Scrivener 5 (P) | 22:13(3:6) | Stephen Jones 13 (P pd 2K) | Loftus Road, Londyn Widzów: 6 000 Sędzia: Joël Dumé |

| 26 listopada 199919:30 | Ulster             | 6:19(3:0) | London Wasps                            | Ravenhill Stadium, Belfast Widzów: 12 000 Sędzia: Joël Jutge |
| 26 listopada 199919:30 | Simon Mason 6 (2K) | 6:19(3:0) | Kenny Logan 14 (pd 4K) Will Green 5 (P) | Ravenhill Stadium, Belfast Widzów: 12 000 Sędzia: Joël Jutge |

| 27 listopada 199914:30 | Llanelli                                                                          | 29:10(26:10) | Bourgoin-Jallieu                          | Stradey Park, Llanelli Widzów: 3 500 Sędzia: Murray Whyte |
| 27 listopada 199914:30 | Chris Wyatt 5 (P) Neil Boobyer 5 (P) Stephen Jones 14 (pd 4K) Wayne Proctor 5 (P) | 29:10(26:10) | Julien Frier 5 (P) Mark McKenzie 5 (pd K) | Stradey Park, Llanelli Widzów: 3 500 Sędzia: Murray Whyte |

| 10 grudnia 199919:30 | Ulster             | 6:29(6:12) | Llanelli                                                       | Ravenhill Stadium, Belfast Widzów: 8 000 Sędzia: Steve Lander |
| 10 grudnia 199919:30 | Simon Mason 6 (2K) | 6:29(6:12) | Chris Wyatt 5 (P) Salesi Finau 5 (P) Stephen Jones 19 (2pd 5K) | Ravenhill Stadium, Belfast Widzów: 8 000 Sędzia: Steve Lander |

| 11 grudnia 199917:00 | Bourgoin-Jallieu      | 15:21(12:15) | London Wasps        | Stade Pierre Rajon, Bourgoin-Jallieu Widzów: 6 000 Sędzia: David Davies |
| 11 grudnia 199917:00 | Mark McKenzie 15 (5K) | 15:21(12:15) | Kenny Logan 21 (7K) | Stade Pierre Rajon, Bourgoin-Jallieu Widzów: 6 000 Sędzia: David Davies |

| 18 grudnia 199914:40 | Llanelli                                                      | 20:3(10:3) | Ulster            | Stradey Park, Llanelli Widzów: 3 000 Sędzia: Chris White |
| 18 grudnia 199914:40 | Chris Wyatt 5 (P) John Davies 5 (P) Stephen Jones 10 (2pd 2K) | 20:3(10:3) | Simon Mason 3 (K) | Stradey Park, Llanelli Widzów: 3 000 Sędzia: Chris White |

| 19 grudnia 199915:00 | London Wasps                                                                                     | 37:23(20:13) | Bourgoin-Jallieu                                                | Loftus Road, Londyn Widzów: 4 123 Sędzia: Chuck Muir |
| 19 grudnia 199915:00 | Joe Worsley 5 (P) Jon Ufton 2 (pd) Josh Lewsey 5 (P) Kenny Logan 20 (P 3pd 3K) Martyn Wood 5 (P) | 37:23(20:13) | Glenn Davis 5 (P) Mark McKenzie 13 (2pd 3K) Stéphane Glas 5 (P) | Loftus Road, Londyn Widzów: 4 123 Sędzia: Chuck Muir |

| 8 stycznia 200018:00 | Bourgoin-Jallieu                                                                           | 30:36(6:22) | Llanelli                                                                                              | Stade Pierre Rajon, Bourgoin-Jallieu Widzów: 3 000 Sędzia: Giovanni Morandin |
| 8 stycznia 200018:00 | Benjamin Boyet 9 (3pd K) Laurent Giolitti 5 (P) Mark McKenzie 6 (2K) Pierre Raschi 10 (2P) | 30:36(6:22) | Chris Wyatt 5 (P) Dafydd James 10 (2P) Phil Booth 5 (P) Scott Quinnell 5 (P) Stephen Jones 11 (4pd K) | Stade Pierre Rajon, Bourgoin-Jallieu Widzów: 3 000 Sędzia: Giovanni Morandin |

| 9 stycznia 200015:00 | London Wasps | 49:17(15:10) | Ulster                                         | Loftus Road, Londyn Widzów: 5 000 Sędzia: Clayton Thomas |
| 9 stycznia 200015:00 | Alex King 5 (P) Andy Reed 5 (P) Bryan Shelbourne 5 (P) Kenny Logan 24 (2P 4pd 2K) Lawrence Scrase 5 (P) Rob Henderson 5 (P) | 49:17(15:10) | David Humphreys 5 (P) Simon Mason 12 (P 2pd K) | Loftus Road, Londyn Widzów: 5 000 Sędzia: Clayton Thomas |

| 14 stycznia 200019:30 | Ulster                                     | 27:36(16:10) | Bourgoin-Jallieu | Ravenhill Stadium, Belfast Widzów: 6 000 Sędzia: Ed Morrison |
| 14 stycznia 200019:30 | Simon Mason 17 (pd 5K) Tyrone Howe 10 (2P) | 27:36(16:10) | Benjamin Boyet 8 (P dg) Jean-Francois Coux 10 (2P) Laurent Giolitti 5 (P) Mark McKenzie 3 (K) Pierre Raschi 5 (P) Stéphane Glas 5 (P) | Ravenhill Stadium, Belfast Widzów: 6 000 Sędzia: Ed Morrison |

| 15 stycznia 200015:00 | Llanelli                                                                                           | 25:15(10:0) | London Wasps                                                  | Stradey Park, Llanelli Widzów: 10 000 Sędzia: Didier Mené |
| 15 stycznia 200015:00 | Craig Gillies 5 (P) Dafydd James 5 (P) Matt Cardey 5 (P) Neil Boobyer 5 (P) Stephen Jones 5 (pd K) | 25:15(10:0) | Kenny Logan 5 (pd K) Peter Scrivener 5 (P) Trevor Leota 5 (P) | Stradey Park, Llanelli Widzów: 10 000 Sędzia: Didier Mené |

### Grupa D
| 20 listopada 199914:30 | Munster                                                            | 32:10(19:10) | Pontypridd                              | Thomond Park, Limerick Widzów: 6 500 Sędzia: Brian Campsall |
| 20 listopada 199914:30 | Alan Quinlan 5 (P) Killian Keane 5 (P) Ronan O’Gara 22 (2pd dg 5K) | 32:10(19:10) | Brett Davey 5 (pd K) Gareth Wyatt 5 (P) | Thomond Park, Limerick Widzów: 6 500 Sędzia: Brian Campsall |

| 21 listopada 199915:15 | Colomiers                                      | 19:16(10:13) | Saracens                                          | Stade du Sélery, Colomiers Widzów: 8 000 Sędzia: Iain Ramage |
| 21 listopada 199915:15 | David Skrela 14 (pd dg 3K) Marc Dal Maso 5 (P) | 19:16(10:13) | Francois Pienaar 5 (P) Thierry Lacroix 11 (pd 3K) | Stade du Sélery, Colomiers Widzów: 8 000 Sędzia: Iain Ramage |

| 26 listopada 199919:10 | Pontypridd                               | 22:14(13:6) | Colomiers                               | Sardis Road, Pontypridd Widzów: 6 528 Sędzia: Didier Mené |
| 26 listopada 199919:10 | Gareth Wyatt 5 (P) Lee Jarvis 17 (pd 5K) | 22:14(13:6) | David Skrela 9 (3K) Mickael Carre 5 (P) | Sardis Road, Pontypridd Widzów: 6 528 Sędzia: Didier Mené |
| 26 listopada 199919:10 | Richard Nones                            | 22:14(13:6) |                                         | Sardis Road, Pontypridd Widzów: 6 528 Sędzia: Didier Mené |

| 28 listopada 199915:00 | Saracens                                                                                                   | 34:35(21:9) | Munster                                                                                                   | Vicarage Road, Watford Widzów: 4 000 Sędzia: Jim Fleming |
| 28 listopada 199915:00 | Jeremy Thomson 5 (P) Mark Mapletoft 2 (pd) Nick Walshe 5 (P) Roberto Grau 5 (P) Thierry Lacroix 17 (pd 5K) | 34:35(21:9) | Anthony Foley 5 (P) Jeremy Staunton 5 (P) Killian Keane 5 (P) Mike Mullins 5 (P) Ronan O’Gara 15 (3pd 3K) | Vicarage Road, Watford Widzów: 4 000 Sędzia: Jim Fleming |

| 11 grudnia 199915:00 | Colomiers                                                          | 15:31(12:14) | Munster                                                                           | Stade du Sélery, Colomiers Widzów: 4 000 Sędzia: Chris Rees |
| 11 grudnia 199915:00 | David Skrela 5 (pd K) Jean-Luc Sadourny 5 (P) Jérome Sieurac 5 (P) | 15:31(12:14) | Jason Holland 10 (2P) Keith Wood 5 (P) Marcus Horan 5 (P) Ronan O’Gara 11 (pd 3K) | Stade du Sélery, Colomiers Widzów: 4 000 Sędzia: Chris Rees |

| 12 grudnia 199915:00 | Saracens | 52:35(21:20) | Pontypridd                                                                                       | Vicarage Road, Watford Widzów: 5 823 Sędzia: Chuck Muir |
| 12 grudnia 199915:00 | Ben Johnston 5 (P) Francois Pienaar 10 (2P) Mark Mapletoft 11 (4pd K) Richard Hill 10 (2P) Thierry Lacroix 11 (pd 3K) Tony Diprose 5 (P) | 52:35(21:20) | Gareth Wyatt 5 (P) Geraint Lewis 5 (P) Lee Jarvis 15 (3pd 3K) Ngalu Tau 5 (P) Sonny Parker 5 (P) | Vicarage Road, Watford Widzów: 5 823 Sędzia: Chuck Muir |

| 17 grudnia 199919:10 | Pontypridd            | 18:22(12:8) | Saracens                                                                            | Sardis Road, Pontypridd Widzów: 3 500 Sędzia: Rob Dickson |
| 17 grudnia 199919:10 | Lee Jarvis 18 (dg 5K) | 18:22(12:8) | Mark Mapletoft 10 (P pd K) Matthew Leek 2 (pd) Nick Walshe 5 (P) Richard Hill 5 (P) | Sardis Road, Pontypridd Widzów: 3 500 Sędzia: Rob Dickson |

| 18 grudnia 199914:30 | Munster                                                        | 23:5(11:5) | Colomiers              | Musgrave Park, Cork Widzów: 8 500 Sędzia: Antonio Lombardi |
| 18 grudnia 199914:30 | Dominic Crotty 5 (P) Keith Wood 10 (2P) Ronan O’Gara 8 (pd 2K) | 23:5(11:5) | Patrick Martinez 5 (P) | Musgrave Park, Cork Widzów: 8 500 Sędzia: Antonio Lombardi |

| 8 stycznia 200015:30 | Munster                                                                         | 31:30(8:17) | Saracens                                                                  | Thomond Park, Limerick Widzów: 10 000 Sędzia: Chris White |
| 8 stycznia 200015:30 | Jason Holland 5 (P) Keith Wood 5 (P) Mick Galwey 5 (P) Ronan O’Gara 16 (2pd 4K) | 31:30(8:17) | Darragh O’Mahony 5 (P) Mark Mapletoft 10 (2P) Thierry Lacroix 15 (3pd 3K) | Thomond Park, Limerick Widzów: 10 000 Sędzia: Chris White |

| 9 stycznia 200015:00 | Colomiers                                                                                    | 38:21(19:0) | Pontypridd                                                                              | Stade du Sélery, Colomiers Widzów: 14 000 Sędzia: Nigel Williams |
| 9 stycznia 200015:00 | David Skrela 13 (2pd 3K) Marc Biboulet 15 (3P) Patrick Martinez 5 (P) Stephane Peysson 5 (P) | 38:21(19:0) | Brett Davey 6 (3pd) Matthew Taylor 5 (P) Michael Owen 5 (P) Rory Greenslade-Jones 5 (P) | Stade du Sélery, Colomiers Widzów: 14 000 Sędzia: Nigel Williams |

| 15 stycznia 200014:30 | Pontypridd                                                                                     | 38:36(23:16) | Munster                                                                                | Sardis Road, Pontypridd Widzów: 5 000 Sędzia: Claudio Giacomel |
| 15 stycznia 200014:30 | Brett Davey 23 (P 3pd 4K) John Colderley 5 (P) Richard Field 5 (P) Rory Greenslade-Jones 5 (P) | 38:36(23:16) | Alan Quinlan 5 (P) Anthony Foley 5 (P) David Wallace 5 (P) Ronan O’Gara 21 (3pd dg 4K) | Sardis Road, Pontypridd Widzów: 5 000 Sędzia: Claudio Giacomel |
| 15 stycznia 200014:30 | Peter Clohessy                                                                                 | 38:36(23:16) |                                                                                        | Sardis Road, Pontypridd Widzów: 5 000 Sędzia: Claudio Giacomel |

| 16 stycznia 200015:00 | Saracens | 52:15(28:10) | Colomiers                                                    | Vicarage Road, Watford Widzów: 5 650 Sędzia: David McHugh |
| 16 stycznia 200015:00 | Ben Johnston 5 (P) Darragh O’Mahony 5 (P) Matt Powell 5 (P) Matthew Leek 4 (2pd) Rob Thirlby 10 (2P) Ryan Constable 10 (2P) Thierry Lacroix 8 (4pd) Tony Diprose 5 (P) | 52:15(28:10) | Marc Biboulet 5 (P) Mickael Carre 5 (P) Philippe Pueyo 5 (P) | Vicarage Road, Watford Widzów: 5 650 Sędzia: David McHugh |

### Grupa E
| 19 listopada 199919:10 | Cardiff                                      | 32:32(19:14) | Harlequins                                                          | Cardiff Arms Park, Cardiff Widzów: 8 273 Sędzia: Didier Mené |
| 19 listopada 199919:10 | Neil Jenkins 22 (2pd dg 5K) Simon Hill 5 (P) | 32:32(19:14) | Gareth Rees 22 (2pd 2dg 4K) Pat Sanderson 5 (P) Zinzan Brooke 5 (P) | Cardiff Arms Park, Cardiff Widzów: 8 273 Sędzia: Didier Mené |

| 20 listopada 199914:30 | Benetton              | 15:21(6:3) | Montferrand                                                          | Stadio comunale di Monigo, Treviso Widzów: 4 000 Sędzia: Steve Lander |
| 20 listopada 199914:30 | Corrado Pilat 15 (5K) | 15:21(6:3) | Gérald Merceron 11 (pd 3K) Nicolas Nadau 5 (P) Sébastien Viars 5 (P) | Stadio comunale di Monigo, Treviso Widzów: 4 000 Sędzia: Steve Lander |

| 27 listopada 199915:00 | Harlequins                                                  | 19:22(19:3) | Benetton                                            | Twickenham Stoop, Londyn Widzów: 3 258 Sędzia: Andrew Watson |
| 27 listopada 199915:00 | Chris Sheasby 5 (P) Gareth Rees 11 (pd 3K) Rob Liley 3 (dg) | 19:22(19:3) | Corrado Pilat 11 (pd 3K) Jacques Benade 11 (P dg K) | Twickenham Stoop, Londyn Widzów: 3 258 Sędzia: Andrew Watson |

| 27 listopada 199915:10 | Montferrand | 46:13(32:6) | Cardiff                                      | Stade Marcel-Michelin, Clermont-Ferrand Widzów: 15 000 Sędzia: Chuck Muir |
| 27 listopada 199915:10 | Arnaud Costes 5 (P) David Bory 5 (P) Gérald Merceron 16 (5pd dg K) Nicolas Nadau 5 (P) Olivier Magne 5 (P) Sébastien Viars 5 (P) Tony Marsh 5 (P) | 46:13(32:6) | Martyn Williams 5 (P) Neil Jenkins 8 (pd 2K) | Stade Marcel-Michelin, Clermont-Ferrand Widzów: 15 000 Sędzia: Chuck Muir |

| 11 grudnia 199914:30 | Cardiff                              | 23:16(8:16) | Benetton                                                           | Cardiff Arms Park, Cardiff Widzów: 5 000 Sędzia: Jean-Christophe Gastou |
| 11 grudnia 199914:30 | Liam Botham 5 (P) Paul Burke 18 (6K) | 23:16(8:16) | Adriaan Richter 5 (P) Corrado Pilat 8 (pd 2K) Jacques Benade 3 (K) | Cardiff Arms Park, Cardiff Widzów: 5 000 Sędzia: Jean-Christophe Gastou |

| 11 grudnia 199915:00 | Harlequins                             | 11:9(11:0) | Montferrand                                     | Twickenham Stoop, Londyn Widzów: 2 653 Sędzia: Huw Lewis |
| 11 grudnia 199915:00 | Huw Harries 5 (P) John Schuster 6 (2K) | 11:9(11:0) | Gérald Merceron 6 (dg K) Sébastien Viars 3 (dg) | Twickenham Stoop, Londyn Widzów: 2 653 Sędzia: Huw Lewis |

| 18 grudnia 199914:30 | Benetton                                        | 16:40(6:23) | Cardiff                                                           | Stadio comunale di Monigo, Treviso Widzów: 3 000 Sędzia: Murray Whyte |
| 18 grudnia 199914:30 | Corrado Pilat 13 (P pd 2K) Jacques Benade 3 (K) | 16:40(6:23) | Gareth Thomas 10 (2P) Neil Jenkins 25 (P 4pd 4K) Rob Howley 5 (P) | Stadio comunale di Monigo, Treviso Widzów: 3 000 Sędzia: Murray Whyte |

| 18 grudnia 199917:00 | Montferrand | 32:9(13:6) | Harlequins           | Stade Marcel-Michelin, Clermont-Ferrand Widzów: 10 000 Sędzia: Jim Fleming |
| 18 grudnia 199917:00 | Alessandro Troncon 5 (P) Eric Nicol 2 (pd) Gérald Merceron 10 (2pd dg K) Jimmy Marlu 5 (P) Mathieu Lazerges 5 (P) Olivier Magne 5 (P) | 32:9(13:6) | John Schuster 9 (3K) | Stade Marcel-Michelin, Clermont-Ferrand Widzów: 10 000 Sędzia: Jim Fleming |

| 8 stycznia 200014:30 | Benetton                                      | 24:23(18:16) | Harlequins                                                     | Stadio comunale di Monigo, Treviso Widzów: 3 500 Sędzia: Joël Jutge |
| 8 stycznia 200014:30 | Andrea Sgorlon 5 (P) Corrado Pilat 14 (pd 4K) | 24:23(18:16) | Daren O’Leary 5 (P) Gareth Rees 13 (2pd 3K) Jason Keyter 5 (P) | Stadio comunale di Monigo, Treviso Widzów: 3 500 Sędzia: Joël Jutge |

| 8 stycznia 200015:00 | Cardiff                                                                         | 30:5(23:5) | Montferrand        | Cardiff Arms Park, Cardiff Widzów: 9 000 Sędzia: Alan Lewis |
| 8 stycznia 200015:00 | Gareth Thomas 5 (P) Liam Botham 5 (P) Mike Voyle 5 (P) Neil Jenkins 15 (3pd 3K) | 30:5(23:5) | Olivier Azam 5 (P) | Cardiff Arms Park, Cardiff Widzów: 9 000 Sędzia: Alan Lewis |

| 16 stycznia 200014:30 | Harlequins                                                     | 26:30(7:20) | Cardiff                                                       | Twickenham Stoop, Londyn Widzów: 6 400 Sędzia: Iain Ramage |
| 16 stycznia 200014:30 | Daren O’Leary 5 (P) Gareth Rees 16 (2pd 4K) Jason Keyter 5 (P) | 26:30(7:20) | Neil Jenkins 15 (3pd 3K) Nick Walne 5 (P) Rhys Williams 5 (P) | Twickenham Stoop, Londyn Widzów: 6 400 Sędzia: Iain Ramage |

| 16 stycznia 200015:00 | Montferrand                                                                                     | 41:7(17:7) | Benetton                                  | Stade Marcel-Michelin, Clermont-Ferrand Widzów: 7 000 Sędzia: David Davies |
| 16 stycznia 200015:00 | Alessandro Troncon 5 (P) Arnaud Costes 10 (2P) David Gabin 10 (2P) Sébastien Viars 16 (P 4pd K) | 41:7(17:7) | Jacques Benade 2 (pd) Manuel Dallan 5 (P) | Stade Marcel-Michelin, Clermont-Ferrand Widzów: 7 000 Sędzia: David Davies |
| 16 stycznia 200015:00 | Agustin Lopresti                                                                                | 41:7(17:7) |                                           | Stade Marcel-Michelin, Clermont-Ferrand Widzów: 7 000 Sędzia: David Davies |

### Grupa F
| 19 listopada 199915:00 | Northampton Saints                                       | 21:12(18:9) | Neath                     | Franklin’s Gardens, Northampton Widzów: 6 128 Sędzia: Bertie Smith |
| 19 listopada 199915:00 | Pat Lam 5 (P) Paul Grayson 11 (pd 3K) Simon Holmes 5 (P) | 21:12(18:9) | Matthew Pearce 12 (dg 3K) | Franklin’s Gardens, Northampton Widzów: 6 128 Sędzia: Bertie Smith |

| 19 listopada 199919:00 | Edinburgh Reivers                        | 23:18(12:5) | Grenoble                                           | Netherdale, Galashiels Widzów: 2 500 Sędzia: Claudio Giacomel |
| 19 listopada 199919:00 | Conan Sharman 5 (P) Duncan Hodge 18 (6K) | 23:18(12:5) | Abraham Tolofua 10 (2P) Franck Corrihons 8 (pd 2K) | Netherdale, Galashiels Widzów: 2 500 Sędzia: Claudio Giacomel |

| 27 listopada 199914:30 | Neath                                                              | 20:31(3:17) | Edinburgh Reivers                                                 | The Gnoll, Neath Widzów: 3 500 Sędzia: David Tyndall |
| 27 listopada 199914:30 | Cerith Rees 12 (P 2pd K) Matthew Pearce 3 (K) Shane Williams 5 (P) | 20:31(3:17) | Conan Sharman 15 (3P) Duncan Hodge 11 (4pd K) Martin Leslie 5 (P) | The Gnoll, Neath Widzów: 3 500 Sędzia: David Tyndall |

| 27 listopada 199915:00 | Grenoble                        | 20:18(10:12) | Northampton Saints                                         | Stade Lesdiguières, Grenoble Widzów: 7 000 Sędzia: Gareth Simmonds |
| 27 listopada 199915:00 | Franck Corrihons 20 (2P 2pd 2K) | 20:18(10:12) | Allan Bateman 5 (P) Ben Cohen 5 (P) Paul Grayson 8 (pd 2K) | Stade Lesdiguières, Grenoble Widzów: 7 000 Sędzia: Gareth Simmonds |

| 11 grudnia 199914:30 | Neath | 43:14(36:0) | Grenoble                                             | The Gnoll, Neath Widzów: 2 000 Sędzia: Ed Morrison |
| 11 grudnia 199914:30 | Cerith Rees 13 (2pd 3K) Dave Tiueti 10 (2P) Delme Williams 5 (P) Shane Williams 5 (P) Shawn van Rensberg 5 (P) Tristan Davies 5 (P) | 43:14(36:0) | Sebastien Rondinelli 5 (P) Theo van Rensberg 4 (2pd) | The Gnoll, Neath Widzów: 2 000 Sędzia: Ed Morrison |

| 11 grudnia 199915:00 | Northampton Saints                                                                                       | 32:8(15:3) | Edinburgh Reivers                      | Franklin’s Gardens, Northampton Widzów: 6 476 Sędzia: Joël Dumé |
| 11 grudnia 199915:00 | Federico Mendez 5 (P) Gary Pagel 5 (P) Jon Sleightholme 5 (P) Matt Dawson 11 (pd 3K) Paul Grayson 6 (2K) | 32:8(15:3) | Chris Paterson 5 (P) Derrick Lee 3 (K) | Franklin’s Gardens, Northampton Widzów: 6 476 Sędzia: Joël Dumé |

| 17 grudnia 199919:00 | Edinburgh Reivers                      | 8:47(3:33) | Northampton Saints                                                                                            | Myreside, Edynburg Widzów: 4 000 Sędzia: Andrew Watson |
| 17 grudnia 199919:00 | Conan Sharman 5 (P) Duncan Hodge 3 (K) | 8:47(3:33) | Alistair Hepher 5 (P) Allan Bateman 5 (P) Jon Sleightholme 5 (P) Matt Dawson 27 (3P 6pd) Steve Thompson 5 (P) | Myreside, Edynburg Widzów: 4 000 Sędzia: Andrew Watson |

| 18 grudnia 199919:00 | Grenoble                                                                              | 21:10(11:0) | Neath                                                      | Stade Lesdiguières, Grenoble Widzów: 2 000 Sędzia: Giovanni Morandin |
| 18 grudnia 199919:00 | Franck Corrihons 6 (2K) Franz Jolmes 5 (P) Khalid Benazzi 5 (P) Olivier Beaudon 5 (P) | 21:10(11:0) | Cerith Rees 3 (K) Geraint John 2 (pd) Matthew Singer 5 (P) | Stade Lesdiguières, Grenoble Widzów: 2 000 Sędzia: Giovanni Morandin |

| 7 stycznia 200019:00 | Edinburgh Reivers                                                | 23:20(8:10) | Neath                                                                                 | Myreside, Edynburg Widzów: 2 500 Sędzia: Steve Lander |
| 7 stycznia 200019:00 | Andrew Lucking 5 (P) Duncan Hodge 8 (pd 2K) Iain Fairley 10 (2P) | 23:20(8:10) | Cerith Rees 2 (pd) Matthew Pearce 8 (pd 2K) Shane Williams 5 (P) Tristan Davies 5 (P) | Myreside, Edynburg Widzów: 2 500 Sędzia: Steve Lander |

| 9 stycznia 200015:15 | Northampton Saints                                          | 27:16(18:9) | Grenoble                                            | Franklin’s Gardens, Northampton Widzów: 7 027 Sędzia: Antonio Lombardi |
| 9 stycznia 200015:15 | Ben Cohen 5 (P) Budge Pountney 5 (P) Matt Dawson 17 (pd 5K) | 27:16(18:9) | Franck Corrihons 11 (pd 3K) Theo van Rensberg 5 (P) | Franklin’s Gardens, Northampton Widzów: 7 027 Sędzia: Antonio Lombardi |

| 15 stycznia 200014:30 | Neath                                                         | 23:39(6:16) | Northampton Saints                                                     | The Gnoll, Neath Widzów: 4 000 Sędzia: Rob Dickson |
| 15 stycznia 200014:30 | Cerith Rees 13 (2pd 3K) Duncan Jones 5 (P) James Storey 5 (P) | 23:39(6:16) | Alistair Hepher 29 (P 3pd 6K) Allan Bateman 5 (P) Budge Pountney 5 (P) | The Gnoll, Neath Widzów: 4 000 Sędzia: Rob Dickson |

| 15 stycznia 200015:00 | Grenoble                                                                               | 21:19(7:7) | Edinburgh Reivers                                             | Stade Lesdiguières, Grenoble Widzów: 1 500 Sędzia: Nigel Williams |
| 15 stycznia 200015:00 | Franck Corrihons 6 (3pd) Franck Rimet 5 (P) Frederic Velo 5 (P) Willy Taofifenua 5 (P) | 21:19(7:7) | Duncan Hodge 4 (2pd) Kenny Milligan 5 (P) Stuart Lang 10 (2P) | Stade Lesdiguières, Grenoble Widzów: 1 500 Sędzia: Nigel Williams |

## Faza pucharowa
|  |                    |                    |              |              |    |                    |                    |          |  |  |       |       |       |
|  | Ćwierćfinał        | Ćwierćfinał        | Ćwierćfinał  |              |    | Półfinał           | Półfinał           | Półfinał |  |  | Finał | Finał | Finał |
|  | Ćwierćfinał        | Ćwierćfinał        | Ćwierćfinał  |              |    | Półfinał           | Półfinał           | Półfinał |  |  | Finał | Finał | Finał |
|  | 16 kwietnia 2000   |                    |              |              |    |                    |                    |          |  |  |       |       |       |
|  |                    |                    |              |              |    |                    |                    |          |  |  |       |       |       |
|  | Northampton Saints | Northampton Saints | 25           |              |    |                    |                    |          |  |  |       |       |       |
|  | Northampton Saints | Northampton Saints | 25           | 07 maja 2000 |    |                    |                    |          |  |  |       |       |       |
|  | London Wasps       | London Wasps       | 22           |              |    |                    |                    |          |  |  |       |       |       |
|  | London Wasps       | London Wasps       | 22           |              |    | Northampton Saints | Northampton Saints | 31       |  |  |       |       |       |
|  | 15 kwietnia 2000   |                    |              |              |    | Northampton Saints | Northampton Saints | 31       |  |  |       |       |       |
|  |                    |                    | Llanelli     | Llanelli     | 28 |                    |                    |          |  |  |       |       |       |
|  | Llanelli           | Llanelli           | Llanelli     | Llanelli     | 28 | 22                 |                    |          |  |  |       |       |       |
|  | Llanelli           | Llanelli           |              |              |    | 22                 | 27 maja 2000       |          |  |  |       |       |       |
|  | Cardiff            | Cardiff            | 3            |              |    |                    |                    |          |  |  |       |       |       |
|  | Cardiff            | Cardiff            | 3            |              |    | Northampton Saints | Northampton Saints | 9        |  |  |       |       |       |
|  | 15 kwietnia 2000   |                    |              |              |    | Northampton Saints | Northampton Saints | 9        |  |  |       |       |       |
|  |                    |                    | Munster      | Munster      | 8  |                    |                    |          |  |  |       |       |       |
|  | Tuluza             | Tuluza             | Munster      | Munster      | 8  | 31                 |                    |          |  |  |       |       |       |
|  | Tuluza             | Tuluza             | 06 maja 2000 |              |    | 31                 |                    |          |  |  |       |       |       |
|  | Montferrand        | Montferrand        | 18           |              |    |                    |                    |          |  |  |       |       |       |
|  | Montferrand        | Montferrand        | 18           |              |    | Tuluza             | Tuluza             | 25       |  |  |       |       |       |
|  | 15 kwietnia 2000   |                    |              |              |    | Tuluza             | Tuluza             | 25       |  |  |       |       |       |
|  |                    |                    | Munster      | Munster      | 31 |                    |                    |          |  |  |       |       |       |
|  | Munster            | Munster            | Munster      | Munster      | 31 | 27                 |                    |          |  |  |       |       |       |
|  | Munster            | Munster            |              |              |    |                    |                    |          |  |  |       |       |       |
|  | Stade Français     | Stade Français     | 10           |              |    |                    |                    |          |  |  |       |       |       |
|  | Stade Français     | Stade Français     | 10           |              |    |                    |                    |          |  |  |       |       |       |

| 16 kwietnia 200015:00 | Northampton Saints                           | 25:22(10:11) | London Wasps                                                 | Franklin’s Gardens, Northampton Widzów: 9 685 Sędzia: Clayton Thomas |
| 16 kwietnia 200015:00 | Dominic Malone 5 (P) Paul Grayson 20 (pd 6K) | 25:22(10:11) | Alex King 12 (4K) Joe Worsley 5 (P) Lawrence Dallaglio 5 (P) | Franklin’s Gardens, Northampton Widzów: 9 685 Sędzia: Clayton Thomas |

| 15 kwietnia 200015:00 | Llanelli                                   | 22:3(10:3) | Cardiff            | Stradey Park, Llanelli Widzów: 11 000 Sędzia: Didier Mené |
| 15 kwietnia 200015:00 | Chris Wyatt 5 (P) Stephen Jones 17 (pd 5K) | 22:3(10:3) | Neil Jenkins 3 (K) | Stradey Park, Llanelli Widzów: 11 000 Sędzia: Didier Mené |

| 15 kwietnia 200016:15 | Tuluza                                                                  | 31:18(22:3) | Montferrand                                                                             | Stadium Municipal, Tuluza Widzów: 37 000 Sędzia: Iain Ramage |
| 15 kwietnia 200016:15 | Alain Penaud 3 (dg) Michel Marfaing 20 (pd 6K) Stephane Ougier 8 (P dg) | 31:18(22:3) | Alexandre Audebert 5 (P) Gérald Merceron 5 (pd K) Nicolas Nadau 3 (dg) Tony Marsh 5 (P) | Stadium Municipal, Tuluza Widzów: 37 000 Sędzia: Iain Ramage |

| 15 kwietnia 200013:00 | Munster                                                           | 27:10(12:3) | Stade Français           | Thomond Park, Limerick Widzów: 13 400 Sędzia: Steve Lander |
| 15 kwietnia 200013:00 | Anthony Horgan 5 (P) Dominic Crotty 5 (P) Ronan O’Gara 17 (pd 5K) | 27:10(12:3) | Diego Domínguez 5 (pd K) | Thomond Park, Limerick Widzów: 13 400 Sędzia: Steve Lander |

| 7 maja 200015:00 | Northampton Saints                                                         | 31:28(9:19) | Llanelli                                    | Madejski Stadium, Reading Widzów: 15 118 Sędzia: Alan Lewis |
| 7 maja 200015:00 | Allan Bateman 5 (P) Ben Cohen 5 (P) Matt Dawson 18 (6K) Paul Grayson 3 (K) | 31:28(9:19) | Dafydd James 5 (P) Stephen Jones 23 (pd 7K) | Madejski Stadium, Reading Widzów: 15 118 Sędzia: Alan Lewis |

| 6 maja 200015:45 | Tuluza                                                                 | 25:31(15:11) | Munster                                                         | Stade du Parc Lescure, Bordeaux Widzów: 28 000 Sędzia: Jim Fleming |
| 6 maja 200015:45 | Jerome Cazalbou 5 (P) Michel Marfaing 17 (pd 5K) Stephane Ougier 3 (K) | 25:31(15:11) | Jason Holland 5 (P) John Hayes 5 (P) Ronan O’Gara 21 (P 2pd 4K) | Stade du Parc Lescure, Bordeaux Widzów: 28 000 Sędzia: Jim Fleming |
| 6 maja 200015:45 | Mike Mullins                                                           | 25:31(15:11) |                                                                 | Stade du Parc Lescure, Bordeaux Widzów: 28 000 Sędzia: Jim Fleming |

| 27 maja 200015:00 | Northampton Saints  | 9:8(6:8) | Munster                                  | Twickenham Stadium Londyn Widzów: 68 441 Sędzia: Joël Dumé |
| 27 maja 200015:00 | Paul Grayson 9 (3K) | 9:8(6:8) | David Wallace 5 (P) Jason Holland 3 (dg) | Twickenham Stadium Londyn Widzów: 68 441 Sędzia: Joël Dumé |
| 27 maja 200015:00 | Mick Galwey         | 9:8(6:8) |                                          | Twickenham Stadium Londyn Widzów: 68 441 Sędzia: Joël Dumé |